# Oveng (Camerún)
Oveng es una comuna camerunesa perteneciente al departamento de Dja-et-Lobo de la región del Sur.
En 2005 su población era de 6007 habitantes, de los que 639 vivían en la capital comunal homónima.
Se ubica en el sureste de la región. Su territorio es fronterizo con la provincia gabonesa de Woleu-Ntem.

## Localidades
Comprende, además de Oveng, las siguientes localidades:
- Abek
- Aboulou
- Adjap
- Akoabas
- Akom
- Andoung
- Anyoungom
- Bifot
- Bikougou
- Bityé
- Ebomane
- Ekowong
- Endone
- Essam
- Essamenkou
- Mebang
- Mebassa
- Medjeng
- Meko'o
- Mvam
- Mvam
- Ndja
- Ngoudjeng
- Ngwassa
- Nkono
- Onon